# 남진 (가수)
남진(본명: 김남진, 본명 한자: 金南鎭, 1945년 9월 27일~)은 대한민국의 트로트 가수이다. 1965년에 가수로 데뷔한 이후로, 또다른 한편으로는 1967년부터 1977년까지의 영화에서의 주연 배우로도 나름의 10년의 커리어를 익히 구축하면서, 특히나 1969년 제12회 부일영화상에서는 신인상을 수상하기도 했다. 전라남도 목포 출신으로, 주요 히트한 노래로는 〈가슴 아프게〉, 〈님과 함께〉, 〈너와 나〉, 〈미워도 다시 한 번〉, 〈둥지〉와 장윤정과 부른 〈당신이 좋아〉 등이 있다.

## 생애

#### 유년 시절
남진은 전라남도 목포 유달정에서 《목포일보》의 발행인이자 제5대 국회의원을 역임한 아버지 김문옥과 어머니 장기순 사이에서 4남 6녀(10남매) 중 셋째 아들(3남)로 태어났다. 어린 시절 남진은 아버지 덕분에 목포 최고의 부잣집으로 불릴만큼 부유하게 자랐다. 아버지 김문옥은 목포일보 발행인을 지낸 거부로서 제5대 국회의원을 지냈다. 신익희, 조병옥 등의 정치인들이 호남 지역에 가면 항상 그의 집에서 머물렀으며, 김대중 또한 인사차 들렀다고 하고, 출향 재경 목포 인사 및 문학 작가 소영 박화성 여사도 목포 호남 고향에 방문할때마다 잠시나마 차 한 잔 마시러 드나들곤 했다 한다. 하지만 결국 배다른 첫째 형(김상진)이 아버지를 이어 신문사 및 정계에 관련된 사업을 이어가자 남진은 아버지처럼 정계에 관심을 가지는 것보다 오히려 인기 있는 배우가 되고 싶다는 꿈을 가지고 있었다. 이후 1962년에 목포고등학교를 졸업하고 상경하였다. 어린 시절부터 가수보다는 오히려 배우의 꿈을 가지고 있었던 남진은 아버지의 반대를 무릅쓰고 목포고등학교 졸업 후 일단 1962년에 서라벌예술초급대학 미술학과에 입학했지만 1학년 1학기를 중퇴하고 난 재수 끝에 1963년 한양대학교 연극영화학과에 입학하였다.

#### 1960년대
평소 배우 지망생이던 남진은 약 2년을 틈틈이 한동훈 음악학원에서 트레이닝을 받으면서 결국 1965년에 '서울 플레이보이'를 발표하면서 팝 가수로 데뷔하였다. 데뷔 당시 여러 팝 장르의 노래들을 불렀지만 히트를 하지는 못했다. 그러나 어머니가 즐겨서 불렀던 그의 트로트 곡 〈울려고 내가 왔나〉가 처음으로 히트하자 일찌감치 트로트로 전향하였으며 1967년에 히트곡메이커였던 작곡가 박춘석의 〈가슴 아프게〉를 부르면서 대중들에게 널리 알려졌다. 남진의 직업은 가수였지만 1967년에 박상호 감독의 영화 《가슴 아프게》에 주연으로 처음 출연하면서부터 영화 배우로도 활동하게 되었다. 그 해에 장일호 감독의 영화 《그리움은 가슴마다》에 주연으로 출연하였는데 국도극장에서 처음 개봉하여 약 10만 명의 관객을 동원시킨 흥행작으로 지방에서도 폭발적인 흥행기록을 올렸다. 데뷔와 동시에 인기를 얻었던 남진은 1968년 해병대 청룡부대(해병 2여단 2대대 5중대 2소대)에 입대하여 베트남 전쟁에 참전하였다.

#### 1970년대
1971년에 전역한 후 〈마음이 고와야지〉를 발표하였고 서울시민회관에서 리사이틀 공연을 시작으로 활동을 재개하였다. 복직 당시 정통 트로트로 많은 인기를 얻고 있던 나훈아와 가요계의 쌍벽을 이루게 되었다. 1972년에 〈님과 함께〉를 발표하며 엄청난 인기몰이를 하게 되었고 톱 가수 대열에 합류하게 되었다. 그 중에서도 나훈아와 라이벌 구도를 이루게 되면서 1970년대의 대한민국 가요계를 주름잡았다. 남진과 나훈아는 서로 호남과 영남 출신의 가수로서 지역 사이에서 경쟁을 벌였으며 박진감 넘치고 활발한 성격의 남진과 조용하고 서정적인 성격을 가진 나훈아의 차이로 대중들에게 많은 사랑을 받으며 1970년대의 가요계를 이끌었다. 당시 가수왕에는 줄곧 남진이 1등을 하여 가수왕상을 수상하고 나훈아는 2등을 한 것으로 기록되었고, 전성기를 맞이한 남진과 나훈아를 꺾을 가수가 없었다. 전성기를 누리고 있을 때도 남진은 또한 뛰어난 외모로 영화계에서도 알아주는 배우여서 주연으로 여러 번 캐스팅되었다. 한창 바쁠 시기에 유명한 여배우들과 호흡을 맞추면서 약 60여편의 영화에 출연하였다. 1976년에 윤복희와 결혼을 발표하면서 엄청난 화제가 되었다. 하지만 남진 부부는 가정폭행과 연루되어 결국 3년 7개월만인 1979년 3월 9일에 이혼하게 되었다. 남진과 나훈아는 결혼과 동시에 방송 출연이 줄어들고 조용필의 등장으로 점차 가요계의 주도권을 내주게 되었다.

#### 1980년대
그리고 1980년에 신군부의 등장과 함께 남진은 정치적 탄압을 받았고 이 시점부터 남진은 가수 활동을 그만두고 재혼과 동시에 미국으로 이민을 갔다. 몇 년간 미국에서 지내다가 1982년에 귀국하여 〈빈잔〉을 발표하였다. 아무도 예상하지 못했던 남진의 귀국과 함께 남진은 정통 트로트 곡 〈빈잔〉이 크게 히트하였다. 그렇지만 약 3년 간의 공백으로 가요계에는 수많은 가수가 등장하였고 결혼 후 신인시절처럼 그다지 인기를 많이 얻지는 못했다. 1985년에 그는 가수 복직이 큰 성과를 이루지 못하자 고향인 목포로 내려가 유흥업소를 운영하였다. 1989년 11월에 목포에서 유흥업소를 운영하던 남진은 조직 폭력배와 난투극 중에 중상을 입어 몇 차례의 대수술을 받았다. 이 사건으로 남진은 휴식기에 접어들었다.

#### 1990년대~현재
1993년, 남진은 〈내 영혼의 히로인〉을 발표하면서 다시 대중들에게 인기를 얻게 되었다. 이 노래는 여성 팬들에게 많은 성원을 받게 되었다. 남진은 팬들의 성원에 힘입어 7년만에 앨범을 발표하여 1999년에는 〈둥지〉를, 2005년에는 〈저리 가〉를 발표하였고 2008년에는 〈나야 나〉를 발표하며 현재까지도 지속적인 활동을 하고 있다. 2008년 초대 대한가수협회 회장으로 선출되어 약 3년 간 역임하였고 2009년에는 장윤정과 함께 〈당신이 좋아〉를 발표하여 대중의 이목을 집중시켰으며 2010년 데뷔 45주년 기념 음반을 발표하고 단독 콘서트를 개최하기도 했다.
남진이 데뷔할 당시에는 시대상으로 정부가 대한민국의 대중가요를 왜색 가요라고 시비를 불러일으켰고 방송가요심의전문위원회가 발족되어 창조적이지 못하고 건전하지 못한 가요와 왜색가요는 방송의 규제를 받게 되면서 대한민국 대중가요의 암흑기가 도래하게 되었다. 하지만 1970년대에 남진과 나훈아의 등장으로 대중가요의 활성화를 불러 일으키면서 트로트 말고도 다양한 장르가 대중가요에 등장하는 계기가 마련되어 대중음악이 더욱 발전하게 되었다.

## 학력
- 목포북교국교(지금의 목포북교초등학교) 졸업
- 목포중학교 졸업
- 목포고등학교 졸업
- 서라벌예술초급대학 미술학과 1학년 중퇴
- 한양대학교 연극영화학과 학사

## 음반

### 정규
- 2012년 20집 《뽀뽀/ 이력서》
- 2009년 19집 《님 오신 목포항/ 내 마음 모르리라》
- 2008년 18집 《나야 나/ 바람의 여인》
- 2005년 17집 《저리가/ 사랑의 퍼레이드》
- 2002년 16집 《모르리/ 옛사랑》
- 2000년 15집 《둥지/ 고개숙인 남자》
- 1992년 14집 《바다/ 사랑은 어디에》
- 1987년 13집 《내가 나를/ 가시려나 그대여》
- 1984년 12집 《사나이라면/ 화끈해야죠》
- 1982년 11집 《빈잔/ 정 때문에》
- 1979년 10집 《사나이기에/ 만나야해》
- 1977년 9집 《형/ 기다려야지》
- 1976년 8집 《너의 고운 마음씨/ 오늘은 기분이 좋은 가봐》
- 1976년 7집 《어머님 사랑/ 너와는 바꿀 수 없어/ 우수》
- 1976년 6집 《떠나면 되지/ 어머님》
- 1973년 5집 《그대여 변치마오/ 그 소녀 이슬비》
- 1972년 4집 《아랫마을 이쁜이/ 목화 아가씨/님과 함께》
- 1971년 3집 《마음이 약해서/ 지금은 헤어져도》
- 1967년 2집 《가슴 아프게/ 울려고 내가 왔나》
- 1965년 1집 《서울 플레이보이/ 연애 0번지》

## 출연작

### 영화
- 2003년 《대한민국 헌법 제1조》 - 베드로 역
- 1975년 《가수왕》 - 남준 역
- 1974년 《지구여 멈춰라 내리고 싶다》 - 남진, 릴리시스터즈, 박상규
- 1974년 《애정이 꽃피는 계절》 - 남영진 역
- 1974년 《숙녀 초년생》
- 1974년 《서로 좋아해》
- 1974년 《그대여 변치 마오》
- 1973년 《흑조》 - 동훈 역
- 1973년 《언제나 님과 함께》
- 1973년 《어머님 용서하세요》
- 1973년 《어머님 생전에》
- 1973년 《항구의 등불》 - 상진 역
- 1973년 《세노야 세노야》 - 부배 역
- 1973년 《산녀》
- 1973년 《부》
- 1973년 《두 형제》
- 1973년 《동반자》
- 1972년 《친구》
- 1972년 《이별의 길》
- 1972년 《어머님 울지 마세요》
- 1972년 《어머니 왜 저를 낳으셨나요》
- 1972년 《모정》
- 1971년 《포상금》
- 1971년 《어머님 전상서》
- 1971년 《아내여 미안하다》
- 1971년 《기러기 남매》
- 1970년 《유정무정》
- 1969년 《시아버지》
- 1969년 《흑산도 아가씨》
- 1969년 《항구 8번가》
- 1969년 《푸른사과》
- 1969년 《청춘》
- 1969년 《장미의 성》
- 1969년 《억울하면 출세하라》
- 1969년 《아무리 사랑해도》
- 1969년 《십오야》
- 1969년 《심야의 대결》
- 1969년 《소문난 아가씨들》
- 1969년 《사랑하고 있어요》
- 1969년 《사랑이라는 것은》
- 1969년 《벽 속의 여자》
- 1969년 《물망초》 - 조연
- 1969년 《명동 삼총사》
- 1969년 《눈물의 여인》
- 1969년 《미워도 다시 한번 2》 - 음악 부문
- 1968년 《처녀의 조건》
- 1968년 《지금 그 사람은》
- 1968년 《저 언덕을 넘어서》
- 1968년 《울고 넘는 박달재》
- 1968년 《5인의 자객》
- 1968년 《별아 내 가슴에》
- 1968년 《밤하늘의 트럼펫》
- 1968년 《미로》
- 1968년 《미니 아가씨》
- 1968년 《멋쟁이 아가씨들》
- 1968년 《괴담》
- 1968년 《고향무정》
- 1968년 《가요 반세기》
- 1968년 《수전시대》
- 1967년 《형수》
- 1967년 《울려고 내가 왔나》
- 1967년 《사랑은 파도를 타고》
- 1967년 《그리움은 가슴마다》 - 허진 역
- 1967년 《가슴 아프게》 - 성진 역

### CF
- 2012년 SM우방 아이유쉘 분양안내
- 1995년 대흥건설 남양주수산물종합상가 분양안내

### 방송
- 2018년 《수미네 반찬》
- 2020년 《트롯신이 떴다》
- 2020년 《내일은 미스터트롯》
- 2020년 《트롯 전국체전》
- 2023년 MBN 《현역가왕》

## 가족 관계
- 아버지 : 김문옥(金文玉, 1896년 2월 8일~1966년 7월 7일) - 조선 시대 말기 전라도 영암(지금의 대한민국 전남 영암군)에서 조부 김원삼(金元三)과 조모 영양 천씨(穎陽 千氏)의 사이에서 출생.
- 어머니 : 장기순(1905년~1994년) - 아버지 김문옥의 재혼 계배 부인
  - 형제자매 : 4남 6녀(배다른 10남매) 가운데 3남
  - ** 장남 : 김상진 (1936년 ~ 1984년: 성균관대 법학과)      - 호남매일신문 편집장 겸 사장 역임.

```
      사별 기혼 및 성가
** 자부 : 이만숙 ( 1937년~ : 경희대 피아노과 학사)
*** 손녀 : 김세경 (1963년~: 경희대 피아노과 학사)
*** 손녀 : 김연수 (1965년~ )
*** 손자 : 김성한 (1968년~: 고려사이버대 경영학과)
*** 손자 : 김경한 (1971년~ ) 
```

- - 배다른 둘째형 : 김응진 - 아버지 김문옥의 사별 초배의 두 소생 가운데 막내로 기혼 및 성가
  - 본인 : 남진(본명: 김남진, 1945년~)
  - 부인 : 강정연(1948년~)
    - 장녀 : 김홍미(1980년~)
    - 차녀 : 김지선(1981년~)
    - 삼녀 : 김형선(1982년~)
    - 아들 : 김형국(1983년~)

  - 아우 : 김익진(1949년~)
  - 제수 : 문화 류씨(1957년~)
    - 조카 : 김대룡(1987년~)
    - 조카 : 김전우(1990년~)
    - 질녀 : 김주현(1992년~)

## 남진을 연기한 배우
- 유노윤호 - 《국제시장》

## 수상
- 1967년 MBC 방송 신인상
- 1968년 MBC 10대 가수상
- 1969년 TBC 방송가요 남자 가수상 대상
- 1971년 MBC 10대 가수왕상, 한국 무대 예술상 그랑프리대상 수상 TBC 방송가요 남자 가수상 대상
- 1972년 MBC 10대 가수왕상,최고인기가요상
- 1973년 MBC 10대 가수왕상, MBC 방송국10대 가수 선정 가수왕, TBC 방송가요 남자 가수상 대상
- 1975년 MBC 10대 가수 가요제 본상 수상
- 2000년 KBS 가요대상 공로상 수상
- 2007년 제22회 골든디스크상 공로상 수상
- 2012년 제11회 대한민국 전통가요대상 공로대상
- 2017년 제8회 대한민국 대중문화예술상 은관문화훈장 표창
- 2019년 JTBC 방송가요 대상
- 2020년 제1회 트롯어워즈 트롯100년 가왕상
- 2020년 제1회 트롯어워즈 공로상
- 2024년 제33회 하이원 서울가요대상 공로상